# Nisís Moní
Nisís Moní är en ö i Grekland.   Den ligger i prefekturen Nomós Attikís och regionen Attika, i den sydöstra delen av landet, 40 km sydväst om huvudstaden Aten. Arean är 1,2 kvadratkilometer.
Terrängen på Nisís Moní är lite kuperad. Den sträcker sig 1,5 kilometer i nord-sydlig riktning, och 1,8 kilometer i öst-västlig riktning.